# 李俊慧
李 俊慧（り しゅんけい、リ・ジュンフイ、英: Li Junhui、1995年5月10日 - ）は、中国の男子バドミントン選手。身長195cm。東京オリンピック男子ダブルス銀メダリスト。2021年11月に現役引退。

## 経歴
同国の劉雨辰とペアを組み、BWF世界ランキングは最高1位（在位期間は計10週）。
2021年には、2020年東京オリンピックに出場。決勝では、台湾ペアの李洋、王齊麟に敗れ、銀メダルを獲得。
その後、2021年11月に引退を発表し、12日に26歳の若さで正式引退をした。

## 東京五輪敗戦
彼と劉のペアは、東京オリンピックの決勝で敗戦してしまう。その結果と、試合内容に対する批判が中国国内で彼らに殺到していた。中国版ツイッターの微博 (ウェイボー) では、「今年最も屈辱的なゲーム」「どうしてそんなにひどいプレーができるのか？」「このオリンピックで最も醜いバドミントン試合だった」等の心無い声が多数寄せられた。
また李は、同ウェブサイトで敗戦に対する謝罪と、勝者の台湾ペアに対する称賛のコメントを投稿。しかしこのコメントが中国ファンの批判を激化させてしまい、投稿を削除した。